# Forsmark
Forsmark es un pueblo situado en la costa este de Uppland, Suecia. Tiene alrededor de 66 habitantes y está situado en el Municipio de Östhammar.
Es principalmente conocido por ser la ubicación de la central nuclear de Forsmark.

## Historia
Forsmark anteriormente tenía una ferrería que producía hierro en terrenos del mineral.

### Accidente de Chernóbil
Debido a los instrumentos sensibles para detectar fugas locales de radiactividad, la planta de energía nuclear fue el primer lugar fuera de la Unión Soviética donde se detectaron signos del accidente de Chernóbil, el 27 de abril de 1986. Cuando se descubrió que los trabajadores de la planta transportaban partículas radiactivas se investigó el origen de la fuga y, finalmente, se hizo evidente que la contaminación provenía de la atmósfera y no de la propia planta de Forsmark. El viento había soplado desde el sureste y había llovido en el noreste de Suecia, lo que había contribuido a que las partículas radioactivas se depositaran en la zona.

## Instalaciones
- Central nuclear de Forsmark
- Inversor estático de HVDC Fenno-Skan, ubicado al oeste de la planta de energía nuclear.